# BAFTA (премия, 2024)
77-я церемония вручения наград премии BAFTA состоялась 18 февраля 2024 года, на ней были определены лучшие фильмы 2023 года. Церемония прошла в Королевском фестивальном зале в лондонском Саутбэнк Центре. Награды, представленные Британской академией кино и телевизионных искусств, были вручены за лучшие полнометражные и документальные фильмы, которые были показаны в британских кинотеатрах в 2023 году.
Церемонию впервые вел Дэвид Теннант. «Я рад, что меня попросили провести церемонию вручения премии BAFTA и помочь отметить лучшие фильмы года и многих блестящих людей, которые воплощают их в жизнь» — сказал Теннант. Трансляция транслировалась в прямом эфире на BBC One и iPlayer в Великобритании с 19:00 до 21:00 по Гринвичу, а также на BritBox International в Канаде, Дании, Финляндии, Норвегии, Южной Африке, Швеции и США.
Номинации были объявлены 5 января 2024 года в прямом эфире, который вели актёры Наоми Экки и Кингсли Бен-Адир из штаб-квартиры благотворительной организации по адресу Пикадилли, 195 в Лондоне. Прямую трансляцию также можно было посмотреть на страницах BAFTA в Твиттере и YouTube. Номинанты на премию премию «Восходящая звезда», которая является единственной категорией, где победителей определяют народным голосованием, были объявлены 10 января 2023 года.
Эпический биографический триллер «Оппенгеймер» получил наибольшее количество номинаций (тринадцать) и наибольшее количество побед (семь), включая «Лучший фильм», «Лучший режиссёр» (Кристофер Нолан) и «Лучший актёр» (Киллиан Мерфи). Британские фильмы «Бедные-несчастные» и «Зона интереса» также получили множество наград.

## Список номинантов
Количество наград/номинаций:
- 7/13: «Оппенгеймер»
- 5/11: «Бедные-несчастные»
- 3/9: «Зона интереса»
- 2/7: «Оставленные»
- 1/7: «Анатомия падения»
- 1/2: «20 дней в Мариуполе»
- 0/9: «Убийцы цветочной луны»
- 0/7: «Маэстро»
- 0/6: «Незнакомцы»
- 0/5: «Барби», «Солтберн»
- 0/4: «Наполеон»
- 0/3: «Как заниматься сексом», «Прошлые жизни»
- 0/2: «Цвет лиловый», «Миссия невыполнима: Смертельная расплата», «Улица ржи[англ.]», «Человек-паук: Паутина вселенных»

### Основные категории
| Категории                                | Лауреаты и номинанты                                                                                                   | Лауреаты и номинанты | Лауреаты и номинанты                                                       |
| ---------------------------------------- | --- | --- | -------------------------------------------------------------------------- |
| Лучший фильм                             | • Оппенгеймер / Oppenheimer (Кристофер Нолан, Чарльз Ровен и Эмма Томас)                                               | • Оппенгеймер / Oppenheimer (Кристофер Нолан, Чарльз Ровен и Эмма Томас) | • Оппенгеймер / Oppenheimer (Кристофер Нолан, Чарльз Ровен и Эмма Томас)   |
| Лучший фильм                             | • Анатомия падения / Anatomie d’une chute (Мари-Анж Люсьяни и Давид Тион)                                              | |                                                                            |
| Лучший фильм                             | • Оставленные / The Holdovers (Марк Джонсон)                                                                           | |                                                                            |
| Лучший фильм                             | • Убийцы цветочной луны / Killers of the Flower Moon (Мартин Скорсезе, Дэн Фридкин, Даниэль Лупи и Брэдли Томас)       | |                                                                            |
| Лучший фильм                             | • Бедные-несчастные / Poor Things (Эд Гини, Йоргос Лантимос, Эндрю Лав и Эмма Стоун)                                   | |                                                                            |
| Лучший британский фильм                  | • Зона интересов / The Zone of interest (Джонатан Глейзер и Джеймс Уилсон)                                             | • Зона интересов / The Zone of interest (Джонатан Глейзер и Джеймс Уилсон) | • Зона интересов / The Zone of interest (Джонатан Глейзер и Джеймс Уилсон) |
| Лучший британский фильм                  | • Незнакомцы / All of Us Strangers (Эндрю Хэй, Грэм Бродбент, Питер Чернин и Сара Харви)                               | |                                                                            |
| Лучший британский фильм                  | • Как заниматься сексом / How to Have Sex (Молли Мэннинг Уокер, Эмили Лео, Ивана Маккиннон и Константинос Контовракис) | |                                                                            |
| Лучший британский фильм                  | • Наполеон / Napoleon (Ридли Скотт, Марк Хаффам, Кевин Джей Уолш и Дэвид Скарпа)                                       | |                                                                            |
| Лучший британский фильм                  | • Паб «Старый дуб» / The Old Oak (Кен Лоуч, Ребекка О’Брайан, и Пол Лаверти)                                           | |                                                                            |
| Лучший британский фильм                  | • Бедные-несчастные / Poor Things (Эд Гини, Йоргос Лантимос, Эндрю Лав, Эмма Стоун и Тони Макнамара)                   | |                                                                            |
| Лучший британский фильм                  | • Улица ржи / Rye Lane (Рейн Аллен-Миллер, Ивонн Исимем Ибазебо, Дэмиан Джонс, Нейтан Брайон и Том Мелиа)              | |                                                                            |
| Лучший британский фильм                  | • Солтберн / Saltburn (Эмеральд Феннел, Джози Макнамара и Марго Робби)                                                 | |                                                                            |
| Лучший британский фильм                  | • Задира / Scrapper (Шарлотта Риган и Тео Барроуклаф)                                                                  | |                                                                            |
| Лучший британский фильм                  | • Вонка / Wonka (Пол Кинг, Александра Дербишир, Дэвид Хейман и Саймон Фарнеби)                                         | |                                                                            |
| Лучший неанглоязычный фильм              | • Зона интересов / The Zone of interest (Джонатан Глейзер и Джеймс Уилсон)                                             | • Зона интересов / The Zone of interest (Джонатан Глейзер и Джеймс Уилсон) | • Зона интересов / The Zone of interest (Джонатан Глейзер и Джеймс Уилсон) |
| Лучший неанглоязычный фильм              | • 20 дней в Мариуполе / 20 днів у Маріуполі (Мстислав Чернов, Рэйни Аронсон-Рат и Мишель Мизнер)                       | |                                                                            |
| Лучший неанглоязычный фильм              | • Анатомия падения / Anatomie d’une chute (Жюстин Трие, Мари-Анж Люсьяни и Давид Тион)                                 | |                                                                            |
| Лучший неанглоязычный фильм              | • Прошлые жизни / Past Lives (Селин Сон, Дэвид Хинохоса, Памела Коффлер и Кристин Вашон)                               | |                                                                            |
| Лучший неанглоязычный фильм              | • Общество снега / La sociedad de la nieve (Хуан Антонио Байона, Белен Атьенса и Сандра Эрмида)                        | |                                                                            |
| Лучшая режиссёрская работа               | | • Кристофер Нолан — «Оппенгеймер» | • Кристофер Нолан — «Оппенгеймер»                                          |
| Лучшая режиссёрская работа               | • Брэдли Купер — «Маэстро»                                                                                             | |                                                                            |
| Лучшая режиссёрская работа               | • Джонатан Глейзер — «Зона интересов»                                                                                  | |                                                                            |
| Лучшая режиссёрская работа               | • Эндрю Хэйг— «Незнакомцы»                                                                                             | |                                                                            |
| Лучшая режиссёрская работа               | • Александр Пэйн — «Оставленные»                                                                                       | |                                                                            |
| Лучшая режиссёрская работа               | • Жюстин Трие — «Анатомия падения»                                                                                     | |                                                                            |
| Лучшая мужская роль                      | | • Киллиан Мерфи — «Оппенгеймер» | • Киллиан Мерфи — «Оппенгеймер»                                            |
| Лучшая мужская роль                      | • Брэдли Купер — «Маэстро»                                                                                             | |                                                                            |
| Лучшая мужская роль                      | • Колман Доминго — «Растин»                                                                                            | |                                                                            |
| Лучшая мужская роль                      | • Пол Джаматти — «Оставленные»                                                                                         | |                                                                            |
| Лучшая мужская роль                      | • Барри Кеоган — «Солтберн»                                                                                            | |                                                                            |
| Лучшая мужская роль                      | • Тэо Ю — «Прошлые жизни»                                                                                              | |                                                                            |
| Лучшая женская роль                      | | • Эмма Стоун — «Бедные-несчастные» | • Эмма Стоун — «Бедные-несчастные»                                         |
| Лучшая женская роль                      | • Фантазия Баррино — «Цвет лиловый»                                                                                    | |                                                                            |
| Лучшая женская роль                      | • Сандра Хюллер — «Анатомия падения»                                                                                   | |                                                                            |
| Лучшая женская роль                      | • Кэри Маллиган — «Маэстро»                                                                                            | |                                                                            |
| Лучшая женская роль                      | • Вивиан Опара — «Улица ржи»                                                                                           | |                                                                            |
| Лучшая женская роль                      | • Марго Робби — «Барби»                                                                                                | |                                                                            |
| Лучшая мужская роль второго плана        | | • Роберт Дауни-младший — «Оппенгеймер» | • Роберт Дауни-младший — «Оппенгеймер»                                     |
| Лучшая мужская роль второго плана        | • Роберт Де Ниро — «Убийцы цветочной луны»                                                                             | |                                                                            |
| Лучшая мужская роль второго плана        | • Джейкоб Элорди — «Солтберн»                                                                                          | |                                                                            |
| Лучшая мужская роль второго плана        | • Райан Гослинг — «Барби»                                                                                              | |                                                                            |
| Лучшая мужская роль второго плана        | • Пол Мескал — «Незнакомцы»                                                                                            | |                                                                            |
| Лучшая мужская роль второго плана        | • Доминик Сесса — «Оставленные»                                                                                        | |                                                                            |
| Лучшая женская роль второго плана        | | • Давайн Джой Рэндольф — «Оставленные» | • Давайн Джой Рэндольф — «Оставленные»                                     |
| Лучшая женская роль второго плана        | • Эмили Блант — «Оппенгеймер»                                                                                          | |                                                                            |
| Лучшая женская роль второго плана        | • Даниэль Брукс — «Цвет лиловый»                                                                                       | |                                                                            |
| Лучшая женская роль второго плана        | • Клэр Фой — «Незнакомцы»                                                                                              | |                                                                            |
| Лучшая женская роль второго плана        | • Сандра Хюллер — «Зона интересов»                                                                                     | |                                                                            |
| Лучшая женская роль второго плана        | • Розамунд Пайк — «Солтберн»                                                                                           | |                                                                            |
| Лучший оригинальный сценарий             | | • Жюстин Трие и Артур Арари — «Анатомия падения» |                                                                            |
| Лучший оригинальный сценарий             | • Грета Гервиг и Ной Баумбах — «Барби»                                                                                 | |                                                                            |
| Лучший оригинальный сценарий             | • Дэвид Хемингсон — «Оставленные»                                                                                      | |                                                                            |
| Лучший оригинальный сценарий             | • Брэдли Купер и Джош Сингер — «Маэстро»                                                                               | |                                                                            |
| Лучший оригинальный сценарий             | • Селин Сон — «Прошлые жизни»                                                                                          | |                                                                            |
| Лучший адаптированный сценарий           | • Корд Джефферсон — «Американское чтиво»                                                                               | • Корд Джефферсон — «Американское чтиво» | • Корд Джефферсон — «Американское чтиво»                                   |
| Лучший адаптированный сценарий           | • Эндрю Хэй — «Незнакомцы»                                                                                             | |                                                                            |
| Лучший адаптированный сценарий           | • Кристофер Нолан — «Оппенгеймер»                                                                                      | |                                                                            |
| Лучший адаптированный сценарий           | • Тони Макнамара — «Бедные-несчастные»                                                                                 | |                                                                            |
| Лучший адаптированный сценарий           | • Джонатан Глейзер — «Зона интересов»                                                                                  | |                                                                            |
| Лучший анимационный полнометражный фильм | [[Файл:\|95px]] | • Мальчик и птица / 君たちはどう生きるか (Хаяо Миядзаки, Тосио Судзуки) |                                                                            |
| Лучший анимационный полнометражный фильм | [[Файл:\|95px]] | • Побег из курятника 2 / Chicken Run: Dawn of the Nugget (Сэм Фелл, Лейла Хобарт и Стив Пеграм)                                                                                                   |                                                                            |
| Лучший анимационный полнометражный фильм | [[Файл:\|95px]] | • Элементарно / Elemental (Питер Сон и Дениc Рим) |                                                                            |
| Лучший анимационный полнометражный фильм | [[Файл:\|95px]] | • Человек-паук: Паутина вселенных / Spider-Man: Across the Spider-Verse (Хоакин душ Сантуш, Кемп Пауэрс, Джастин Томпсон, Ави Арад, Эми Паскаль, Кристина Штейнберг, Фил Лорд и Кристофер Миллер) |                                                                            |

### Другие категории
| Категории                                                    | Лауреаты и номинанты                                                                                             |
| ------------------------------------------------------------ | --- |
| Лучшая музыка к фильму                                       | • «Оппенгеймер» — Людвиг Йоранссон                                                                               |
| Лучшая музыка к фильму                                       | • «Убийцы цветочной луны» — Робби Робертсон (посмертно)                                                          |
| Лучшая музыка к фильму                                       | • «Бедные-несчастные» — Джерскин Фендрикс                                                                        |
| Лучшая музыка к фильму                                       | • «Солтберн» — Энтони Уиллис                                                                                     |
| Лучшая музыка к фильму                                       | • «Человек-паук: Паутина вселенных» — Дэниел Пембертон                                                           |
| Лучшая операторская работа                                   | • «Оппенгеймер» — Хойте Ван Хойтема                                                                              |
| Лучшая операторская работа                                   | • «Убийцы цветочной луны» — Родриго Прието                                                                       |
| Лучшая операторская работа                                   | • «Маэстро» — Мэттью Либатик                                                                                     |
| Лучшая операторская работа                                   | • «Бедные-несчастные» — Робби Райан                                                                              |
| Лучшая операторская работа                                   | • «Зона интересов» — Лукаш Жал                                                                                   |
| Лучшие визуальные эффекты                                    | • «Бедные-несчастные» — Тим Бартер, Саймон Хьюз, Дин Кунджул и Джейн Пэтон                                       |
| Лучшие визуальные эффекты                                    | • «Создатель» — Джонатан Баллок, Чармейн Чан, Иан Комли и Джей Купер                                             |
| Лучшие визуальные эффекты                                    | • «Стражи Галактики. Часть 3» — Тео Бялек, Стефан Серетти, Алексис Вайсбро и Гай Уильямс                         |
| Лучшие визуальные эффекты                                    | • «Миссия невыполнима: Смертельная расплата» — Нил Корбулд, Саймон Коко, Джефф Сазерленд и Алекс Вуттке          |
| Лучшие визуальные эффекты                                    | • «Наполеон» — Генри Бэджетт, Нил Корбулд, Чарли Хенли и Люк-Юэн Мартин-Фенуйе                                   |
| Лучший грим и причёски                                       | • «Бедные-несчастные» — Надя Стейси, Марк Кулир и Джош Уэстон                                                    |
| Лучший грим и причёски                                       | • «Убийцы цветочной луны» — Кей Джорджиу и Томас Неллен                                                          |
| Лучший грим и причёски                                       | • «Маэстро» — Сиан Григг, Кей Джорджиу, Кадзу Хиро и Лори Маккой-Белл                                            |
| Лучший грим и причёски                                       | • «Наполеон» — Яна Карбони, Франческо Пегоретти, Сатиндер Чембер и Джулия Вернон                                 |
| Лучший грим и причёски                                       | • «Оппенгеймер» — Луиза Абель, Джейми Ли Макинтош, Джейсон Хамер и Аху Мофид                                     |
| Лучшая работа художника-постановщика                         | • «Бедные-несчастные» — Шона Хит, Джеймс Прайс и Жужа Михалек                                                    |
| Лучшая работа художника-постановщика                         | • «Барби» — Сара Гринвуд и Кэти Спенсер                                                                          |
| Лучшая работа художника-постановщика                         | • «Убийцы цветочной луны» — Джек Фиск и Адам Уиллис                                                              |
| Лучшая работа художника-постановщика                         | • «Оппенгеймер» — Рут Де Йонг и Клэр Кауфман                                                                     |
| Лучшая работа художника-постановщика                         | • «Зона интересов» — Крис Одди, Джоанна Мария Кусь и Катажина Сикора                                             |
| Лучший дизайн костюмов                                       | • «Бедные-несчастные» — Холли Уоддингтон                                                                         |
| Лучший дизайн костюмов                                       | • «Барби» — Жаклин Дюрран                                                                                        |
| Лучший дизайн костюмов                                       | • «Убийцы цветочной луны» — Жаклин Уэст                                                                          |
| Лучший дизайн костюмов                                       | • «Наполеон» — Дэйв Кроссман и Джанти Йейтс                                                                      |
| Лучший дизайн костюмов                                       | • «Оппенгеймер» — Эллен Мирожник                                                                                 |
| Лучший монтаж                                                | • «Оппенгеймер» — Дженнифер Лейм                                                                                 |
| Лучший монтаж                                                | • «Анатомия падения» — Лоран Сенешаль                                                                            |
| Лучший монтаж                                                | • «Убийцы цветочной луны» — Тельма Скунмейкер                                                                    |
| Лучший монтаж                                                | • «Бедные-несчастные» — Йоргос Мавропсаридис                                                                     |
| Лучший монтаж                                                | • «Зона интересов» — Пол Уоттс                                                                                   |
| Лучший звук                                                  | • «Зона интересов» — Джонни Бёрн и Тарн Уиллерс                                                                  |
| Лучший звук                                                  | • «Феррари» — Анджело Бонанни, Тони Ламберти, Энди Нельсон, Ли Орлофф и Бернард Вайзер                           |
| Лучший звук                                                  | • «Маэстро» — Ричард Кинг, Стив Морроу, Том Озанич, Джейсон Рудер и Дин Зупанчич                                 |
| Лучший звук                                                  | • «Миссия невыполнима: Смертельная расплата» — Крис Бердон, Джеймс Х. Мэзер, Крис Манро и Марк Тейлор            |
| Лучший звук                                                  | • «Оппенгеймер» — Уилли Бертон, Ричард Кинг, Кевин О’Коннелл и Гэри А. Риццо                                     |
| Лучший кастинг                                               | • «Оставленные» — Сьюзен Шопмейкер                                                                               |
| Лучший кастинг                                               | • «Незнакомцы» — Кэлин Кроуфорд                                                                                  |
| Лучший кастинг                                               | • «Анатомия падения» — Синтия Арра                                                                               |
| Лучший кастинг                                               | • «Как заниматься сексом» — Изабелла Одоффин                                                                     |
| Лучший кастинг                                               | • «Убийцы цветочной луны» — Эллен Льюис и Рене Хейнс                                                             |
| Лучший документальный фильм                                  | • 20 дней в Мариуполе / 20 днів у Маріуполі (Мстислав Чернов, Рэйни Аронсон-Рат и Мишель Мизнер)                 |
| Лучший документальный фильм                                  | • Американская симфония / American Symphony (Мэтью Хейнеман, Лорен Домино и Джодан Окунь)                        |
| Лучший документальный фильм                                  | • За пределами утопии / Beyond Utopia (Мадлен Гэвин, Рэйчел Коэн, Яна Эдельбаум и Сью Ми Терри)                  |
| Лучший документальный фильм                                  | • Неизменный: Майкл Дж. Фокс / Still: A Michael J. Fox Movie (Дэвис Гуггенхайм, Джонатан Кинг и Аннетта Мэрион)  |
| Лучший документальный фильм                                  | • Бац! / Wham! (Крис Смит, Джон Батцек и Саймон Халфон)                                                          |
| Лучший короткометражный фильм                                | • Медуза и Омар / Jellyfish and Lobster (Ясмин Афифи и Элизабет Руфаи)                                           |
| Лучший короткометражный фильм                                | • Фестиваль пощёчин / Festival of Slaps (Абду Сиссе, Шери Дарбон и Джордж Телфер)                                |
| Лучший короткометражный фильм                                | • Горка / Gorka (Джо Вейланд и Алекс Джефферсон)                                                                 |
| Лучший короткометражный фильм                                | • Такой прекрасный день / Such a Lovely Day (Саймон Вудс, Полли Стоукс, Эмма Нортон и Кейт Фиббс)                |
| Лучший короткометражный фильм                                | • Жёлтый / Yellow (Эльхам Эхсас, Дина Мусави, Азим Бхати и Яннис Манолопулос)                                    |
| Лучший анимационный короткометражный фильм                   | • День краба / Crab Day (Росс Стрингер, Бартош Станиславек и Александра Сыкулак)                                 |
| Лучший анимационный короткометражный фильм                   | • Видимое исправление / Visible Mending (Саманта Мур и Тилли Бэнкрофт)                                           |
| Лучший анимационный короткометражный фильм                   | • Дикий призыв / Wild Summon (Карни Ариэли, Сол Фрид и Джей Вулли)                                               |
| Лучший дебют британского сценариста, режиссёра или продюсера | • Савана Лиф (сценарист, режиссёр, продюсер), Ширли О’Коннор (продюсер) и Медб Риордан (продюсер) — «Мать-Земля» |
| Лучший дебют британского сценариста, режиссёра или продюсера | • Лиза Селби, Ребекка Ллойд-Эванс и Алекс Фрай (режиссёры) — Blue Bag Life                                       |
| Лучший дебют британского сценариста, режиссёра или продюсера | • Кристофер Шарп (режиссёр) — Bobi Wine: The People’s President                                                  |
| Лучший дебют британского сценариста, режиссёра или продюсера | • Молли Мэннинг Уокер (сценарист, режиссёр) — «Как заниматься сексом»                                            |
| Лучший дебют британского сценариста, режиссёра или продюсера | • Элла Глендининг (режиссёр) — Is There Anybody Out There?                                                       |
| Восходящая звезда                                            | • Миа Маккенна-Брюс                                                                                              |
| Восходящая звезда                                            | • Фиби Дайневор                                                                                                  |
| Восходящая звезда                                            | • Айо Эдебири |
| Восходящая звезда                                            | • Джейкоб Элорди                                                                                                 |
| Восходящая звезда                                            | • Софи Уайлд |